# トレジャリー・マネジメント
トレジャリー・マネジメント (英: Treasury Management, 資金財務管理
) (またはトレジャリー・オペレーション) は、企業の保有資産の管理を含み、その究極的な目的は、企業の流動性を管理し、その営業上、財務上、風評上のリスクを軽減することにある。トレジャリー・マネジメントには、企業の入金 (回収)、出金 (支払)、資金一元化、投資、資金調達といった活動が含まれる。比較的大規模な企業においては、財務リスク管理機能が含まれる場合もある。
一般的に同活動は、CFO、財務担当副社長やディレクター、トレジャラー (資金財務管理者) の管理下にあり、日常業務として組織のトレジャリー担当者 (資金財務担当者)、コントローラー、主計担当者などによって行われている。

## 銀行
多くの銀行は、トレジャリー・マネジメントの担当部門を有しており、当該領域における顧客ニーズのサポートを行っている。中小規模の銀行は、経験豊富なトレジャリー・マネジメント専門家の利用可能性、業界標準のサードパーティ技術提供者の製品やサービスの小規模の顧客ニーズに応える階層化、教育やベストプラクティスへの投資といった近年の経済環境による市場機会 (全ての規模の銀行が最も適切にサービスを提供できる顧客に焦点を当てることができる状況) の恩恵を受けて、トレジャリー・マネジメントの機能やサービスの新規立上げや拡大を行っている。独立したトレジャリー・マネジメント・システム (TMS) も利用可能で、企業は内部でトレジャリー・マネジメントを推進することができる。
銀行のトレジャリーの業務機能として、以下の部門を有している場合がある:
- 利息付き証券の売買に特化した固定収益またはマネーマーケット (短期金融市場) の担当部門
- サービスとして顧客と通貨取引を行う外国為替の担当部門
- 株式市場に上場されている株式を取扱うキャピタルマーケット (資本市場) または株式の担当部門

これらに加えて、金利の不一致と流動性のリスクを管理する資産負債管理 (ALM) の担当部門や、銀行内のビジネスライン (資産営業部門) の流動性の価格付けを行う資金移転価格 (FTP) またはプーリングの業務機能を含む場合がある。
銀行は、トレジャリー・マネジメント関連製品にかかる価格を公開する場合と、公開しない場合がある。

## 企業
銀行以外の法人にとって、「トレジャリー・マネジメント」と「キャッシュ・マネジメント (資金管理)」の用語は、時として同じ意味で用いられる場合があるが、実際にはトレジャリー・マネジメントのほうがより広範囲である (前述の投資、資金調達といった活動を含む) 。企業のトレジャリー部門の中核業務として以下が含まれる:

### 資金および流動性管理
資金および流動性管理は、しばしばトレジャリー部門の「主職務」として説明される。原則として、企業は財務上の義務を期日通りに履行する必要がある。つまり、従業員、サプライヤー (仕入先)、貸手、株主への支払を行う必要がある。企業の流動性と支払能力の維持も含まれ、企業は事業を継続する上で必要な資金を利用できるようにする必要がある。 これには支払取引の処理に加えて、資金管理における計画化、口座の体系化、キャッシュフローのモニタリング、銀行口座の管理、エレクトロニック・バンキング、プーリング、ネッティング、インハウスバンキングといった業務を含む。

### リスクマネジメント
リスクマネジメントは、企業が財務上の義務を果たし、予測可能なビジネスのパフォーマンスを確保するために財務リスクを管理する取組みである。リスクマネジメントの目的は、ビジネスの目標に大きな影響を及ぼす可能性があるリスクを特定、測定、管理することにある。その目的は、すべてのリスクを排除することではないことに留意する必要がある。リスクを取ることは、いかなるビジネスにとっても非常に重要である – 「リスクなくして利益なし」-  リスクアペタイトと企業リスク管理を参照。
リスクを取ることは重要であるが、それはビジネスが競争優位性を持っている領域に限られる。例えば、自動車会社はデザインやエンジニアリングの領域でリスクを取る傍ら、通貨や金利のリスクに対して回避的である。一方、銀行は通貨や金利のリスクを取る立場にあるかもしれないが、オペレーショナル・リスクや規制リスクに対して回避的である。
 財務リスク管理 § 適用 を参照。
トレジャラーは、主に以下のリスクのマネジメントを担う:
- 流動性リスク: 企業が資金を確保できるか、財務上の義務を履行できるか
- 市場リスク (または価格リスク): 市場価格 (主に外国為替、金利、コモディティ) の変動がビジネスに損失を与えないか
- 信用リスク: 取引先の破綻がビジネスに損失を与えないか
- オペレーショナル・リスク: 不正やミス・エラーがビジネスに損失を与えないか

### コーポレート・ファイナンス
銀行や格付機関との関係性の維持、信用保険会社との協議、サプライヤー (仕入先) との必要に応じた支払期間に関する協議といった業務は、資金調達と並んでトレジャラーの中核業務に含む場合がある。
トレジャラー § コーポレート・トレジャラー および  キャッシュフロー予測 § コーポレート・ファイナンスを参照。

## 規制
店頭取引 (OTC) デリバティブ市場におけるシステミック・リスクに対する懸念から、G20 首脳陣は 2015 年に新規制の導入に合意した。この新規制では、主に標準化された店頭取引 (OTC) デリバティブの契約は電子取引として取引されるべきであり、セントラル・カウンターパーティ / クリアリングハウス間の取引として中央で清算されるべきと定めている。取引とその日々のバリュエーション (評価) は、認定された取引リポジトリに報告され、変動マージンも収集・保守されるべきとしている。